# Henny Utsi Åhlin
Henny Vilhelmina Utsi Åhlin, ogift Utsi, född 24 december 1930 i Karesuando församling, Norrbottens län, död 13 juli 2024 i Eksjö, var en svensk författare och textilkonstnär, bosatt i Eksjö. 
Henny Utsi Åhlin växte upp i byn Mertajärvi i Karesuando församling, Lappland. Hon har skrivit en barnbok, manus till teaterprojekt, kåserier, dikter och sångtexter vid sidan av sitt arbete som lärare. I böckerna Nordkalotten brinner och Krigets vindar över Nordkalotten berättar hon om dramatiska händelser och livsöden under andra världskriget i gränstrakterna mellan Sverige, Norge och Finland.
Hon var från 1956 gift med Torild Åhlin (1929–2012).
År 2018 släpptes hennes första album
Dikt & Visa med tonsatta dikter från henne som sjungs och spelas av Anna Emvinelle och Jonas Franke-Blom.